# Onosma bourgaei
Onosma bourgaei är en strävbladig växtart som beskrevs av Pierre Edmond Boissier. Onosma bourgaei ingår i släktet Onosma och familjen strävbladiga växter. Inga underarter finns listade i Catalogue of Life.